# Jianchang
Jianchang, tidigare känd som Kienchangying, är ett härad som lyder under Huludaos stad på prefekturnivå i Liaoning-provinsen i nordöstra Kina.